# Un bacio dopo l'altro
Un bacio dopo l'altro (The Sum of All Kisses) è un romanzo della scrittrice americana Julia Quinn pubblicato nel 2013. Il romanzo appartiene alla saga nota come Quartetto Smythe-Smith.

## Trama
Hugh Prentice, brillante ed eccentrico matematico, ha sempre disprezzato le donne troppo teatrali, specialmente se come Sarah Pleinsworth, una lady che, seppur riservata, porta con sé il peso di un passato segnato da un duello che ha quasi distrutto la sua famiglia. Costretti a trascorrere una settimana insieme, i due scoprono che le prime impressioni possono ingannare: tra scambi di sguardi e batticuore, si accende lentamente una passione inattesa. Con ogni bacio che si somma, Hugh e Sarah imparano a superare i propri pregiudizi, trasformando l'iniziale antipatia in un amore dolce e travolgente.

## Edizioni
- Julia Quinn, Un bacio dopo l'altro. The Smythe-Smith Quartet (Vol. 3), Mondadori, 2023, ISBN 9788835728139.